# Liste von Straßenbahnen in Australien und Ozeanien
Diese Liste beinhaltet die in Australien und Ozeanien bestehenden (Fettdruck) sowie ehemaligen Straßenbahnbetriebe. Zusätzlich zu den Städten, in denen diese ansässig waren, werden, soweit möglich, zusätzliche Informationen über die Spurweite, die Antriebsart, Eröffnungs- und Einstellungsdaten und gegebenenfalls über den Betrieb gegeben. Die Daten beziehen sich dabei weitestgehend auf die gesamte Betriebsdauer, so werden beispielsweise sämtliche Antriebsarten aufgeführt und nicht die zuletzt verwendete; gleiches gilt für unterschiedliche Spurweiten. Bei der Netzlänge wird immer die größte Ausdehnung angegeben. Für Detailinfos dient, sofern vorhanden, der Link zu den einzelnen Betrieben/Artikeln.
- Australien und Ozeanien: Australien – Fidschi – Neuseeland – USA

- Europa: siehe Liste von Straßenbahnen in Europa
- Afrika: siehe Liste der Straßenbahnen in Afrika
- Amerika: siehe Liste der Straßenbahnen in Amerika
- Asien: siehe Liste der Straßenbahnen in Asien

## Australien und Ozeanien

### Australien
| Stadt         | Spur- weite in mm | Gleise | Netz- länge in km | Antrieb    | Eröffnung  | Stilllegung | Betreiber                             | Artikel                                 | Anmerkungen                                                              |
| ------------- | ----------------- | ------ | ----------------- | ---------- | ---------- | ----------- | ------------------------------------- | --------------------------------------- | ------------------------------------------------------------------------ |
| Adelaide      | 1435              |        |                   | Pferd      | 10.06.1878 | 25.06.1914  |                                       |                                         |                                                                          |
| Adelaide      | 1435              |        |                   | elektrisch | 09.03.1909 | 1958        |                                       |                                         |                                                                          |
| Adelaide      | 1435              | 2      | 15                | elektrisch | 2006       |             |                                       | Straßenbahn Adelaide                    |                                                                          |
| Ballarat      | 1435              |        |                   | Pferd      | 21.12.1887 |             |                                       |                                         |                                                                          |
| Ballarat      | 1435              |        |                   | elektrisch |            | 17.09.1975  |                                       | Straßenbahn Ballarat                    | Museumslinie in Betrieb                                                  |
| Bendigo       | 1435              |        |                   | Pferd      | 14.06.1890 |             |                                       |                                         |                                                                          |
| Bendigo       | 1435              |        |                   | Dampf      |            |             |                                       |                                         |                                                                          |
| Bendigo       | 1435              |        |                   | Akku       |            |             |                                       |                                         |                                                                          |
| Bendigo       | 1435              |        |                   | elektrisch |            | 16.04.1972  |                                       | Straßenbahn Bendigo                     | Museumslinie in Betrieb                                                  |
| Bexley        |                   |        |                   | Dampf      |            | 1926        |                                       | Straßenbahn Bexley                      |                                                                          |
| Brisbane      |                   |        |                   | Pferd      | 10.08.1885 | 1897        |                                       |                                         |                                                                          |
| Brisbane      |                   |        |                   | elektrisch | 1897       | 13.04.1969  |                                       | Straßenbahn Brisbane                    |                                                                          |
| Broken Hill   |                   |        |                   | Dampf      | 1902       | 31.12.1926  |                                       | Straßenbahn Broken Hill                 |                                                                          |
| Broome        |                   |        |                   | Pferd      |            | 1920        |                                       | Straßenbahn Broome                      |                                                                          |
| Elsternwick   |                   |        |                   | elektrisch | 1913       |             |                                       | Straßenbahn Elsternwick                 |                                                                          |
| Fremantle     | 1067              |        |                   | elektrisch | 30.10.1905 | 08.11.1952  |                                       | Straßenbahn Fremantle                   |                                                                          |
| Geelong       |                   |        |                   | elektrisch | 1912       |             |                                       | Straßenbahn Geelong                     |                                                                          |
| Gold Coast    | 1435              | 2      | 12,14             | elektrisch | 20.07.2014 |             | Keolis Downer                         | Gold Coast Light Railway                |                                                                          |
| Hobart        | 1067              |        |                   | Pferd      | 21.09.1893 |             |                                       |                                         |                                                                          |
| Hobart        | 1067              |        |                   | elektrisch |            | 24.10.1960  |                                       | Straßenbahn Hobart                      |                                                                          |
| Kalgoorlie    |                   |        |                   | elektrisch | 10.05.1902 | 10.03.1952  |                                       | Straßenbahn Kalgoorlie                  |                                                                          |
| Launceston    |                   |        |                   | elektrisch | 1911       | 1952        |                                       | Straßenbahn Launceston                  |                                                                          |
| Leonora       |                   |        |                   | Dampf      | 1903       |             |                                       |                                         | Die Antriebsarten waren zuerst Dampf, dann elektrisch und zuletzt Benzin |
| Leonora       |                   |        |                   | elektrisch |            |             |                                       |                                         | Die Antriebsarten waren zuerst Dampf, dann elektrisch und zuletzt Benzin |
| Leonora       |                   |        |                   | Benzin     |            | 1921        |                                       | Straßenbahn Leonora                     | Die Antriebsarten waren zuerst Dampf, dann elektrisch und zuletzt Benzin |
| Maitland      |                   |        |                   | Dampf      | 08.02.1909 | 31.12.1926  |                                       | Straßenbahn Maitland                    |                                                                          |
| Melbourne     | 1435              |        |                   | Kabel      | 11.11.1885 | 1940        | Melbourne Tramway and Omnibus Company |                                         |                                                                          |
| Melbourne     | 1435              |        | 245               | elektrisch | 11.11.1885 |             | Yarra Trams                           | Straßenbahn Melbourne                   |                                                                          |
| Newcastle     |                   |        |                   | Dampf      | 19.07.1887 | 02.11.1930  |                                       |                                         |                                                                          |
| Newcastle     |                   |        |                   | elektrisch | __.10.1923 | 11.06.1950  |                                       |                                         |                                                                          |
| Newcastle     | 1435              |        | 2,7               | elektrisch | 17.02.2019 |             | Newcastle Transport                   | Straßenbahn Newcastle (New South Wales) | hauptsächlich ohne Oberleitung                                           |
| Parramatta    |                   |        |                   | Dampf      |            | 1926        |                                       | Straßenbahn Parramatta                  |                                                                          |
| Perth         |                   |        |                   | elektrisch | 28.09.1899 | 19.07.1958  |                                       | Straßenbahn Rockhampton                 |                                                                          |
| Rockhampton   |                   |        |                   | Dampf      | 15.06.1909 | 24.06.1939  |                                       | Straßenbahn Rockhampton                 |                                                                          |
| Roebourne     |                   |        |                   | Pferd      | 1890       |             |                                       | Straßenbahn Roebourne                   |                                                                          |
| Sydney        |                   |        |                   | Pferd      | 23.12.1861 |             |                                       |                                         | älteste Straßenbahn Australiens, 1997 wiedereröffnet                     |
| Sydney        |                   |        |                   | Dampf      |            |             |                                       |                                         |                                                                          |
| Sydney        |                   |        |                   | Kabel      |            |             |                                       |                                         |                                                                          |
| Sydney        |                   |        |                   | elektrisch |            | 25.02.1961  |                                       |                                         |                                                                          |
| Sydney        | 1435              |        | 12,8              | elektrisch | 11.08.1997 |             | Veolia                                | Stadtbahn Sydney                        |                                                                          |
| Victor Harbor | 1600              |        |                   | Pferd      | 1894       | 1956        |                                       | Pferdebahn Victor Harbor                |                                                                          |
| Victor Harbor | 1600              |        | 1,2               | Pferd      | 14.06.1986 |             |                                       | Pferdebahn Victor Harbor                |                                                                          |

Bestehende Betriebe: Liste der Städte mit Straßenbahnen#Australien

### Fidschi
| Stadt  | Spur- weite in mm | Gleise | Netz- länge in km | Antrieb | Eröffnung | Stilllegung | Betreiber | Artikel | Anmerkungen |
| ------ | ----------------- | ------ | ----------------- | ------- | --------- | ----------- | --------- | ------- | ----------- |
| Levuka |                   |        |                   | Pferd   | 1884      |             |           |         |             |
| Suva   |                   |        |                   | Pferd   | 1880er    |             |           |         |             |

### Neuseeland
| Stadt        | Spur- weite in mm | Gleise | Netz- länge in km | Antrieb    | Eröffnung  | Stilllegung | Betreiber | Artikel                  | Anmerkungen                                    |
| ------------ | ----------------- | ------ | ----------------- | ---------- | ---------- | ----------- | --------- | ------------------------ | ---------------------------------------------- |
| Auckland     | 1219              |        |                   | Pferd      |            |             |           |                          | Museumslinie in Betrieb                        |
| Auckland     | 1219              |        |                   | elektrisch |            | 29.12.1956  |           | Straßenbahn Auckland     | 1,3 km lange Museumslinie seit 1980 in Betrieb |
| Christchurch |                   |        |                   | Pferd      |            |             |           |                          |                                                |
| Christchurch |                   |        |                   | Dampf      |            |             |           |                          |                                                |
| Christchurch |                   |        |                   | elektrisch |            | 11.09.1954  |           | Straßenbahn Christchurch | 3,0 km lange Museumslinie seit 1995 in Betrieb |
| Dunedin      |                   |        |                   | Kabel      | 1881       |             |           |                          |                                                |
| Dunedin      |                   |        |                   | elektrisch |            | 29.03.1956  |           | Straßenbahn Dunedin      |                                                |
| Gisborne     | 1219              |        |                   |            |            | 08.07.1929  |           | Straßenbahn Gisborne     |                                                |
| Grahamstown  |                   |        |                   | Dampf      | 1871       |             |           | Straßenbahn Grahams Town |                                                |
| Grahamstown  |                   |        |                   | elektrisch |            |             |           |                          |                                                |
| Invercargill |                   |        |                   | Pferd      | 1881       | 1908        |           |                          |                                                |
| Invercargill |                   |        |                   | elektrisch | 26.03.1912 | 10.09.1952  |           | Straßenbahn Invercargill |                                                |
| Napier       |                   |        |                   | elektrisch | 1913       | 02.02.1931  |           | Straßenbahn Napier       |                                                |
| Nelson       |                   |        |                   | Pferd      | 1862       |             |           |                          |                                                |
| Nelson       |                   |        |                   | elektrisch |            |             |           |                          |                                                |
| New Plymouth |                   |        |                   | elektrisch |            | 23.07.1954  |           | Straßenbahn New Plymouth |                                                |
| Wanganui     |                   |        |                   | elektrisch |            | 24.09.1950  |           | Straßenbahn Wanganui     |                                                |
| Wellington   | 1219              |        |                   | Kabel      |            |             |           |                          |                                                |
| Wellington   | 1219              |        |                   | elektrisch |            | 02.05.1964  |           | Straßenbahn Wellington   |                                                |

Mit Ausnahme der Museumslinien bestehen heute keine Straßenbahnbetriebe mehr.

### Vereinigte Staaten von Amerika
| Stadt    | Spur- weite in mm | Gleise | Netz- länge in km | Antrieb    | Eröffnung  | Stilllegung | Betreiber | Artikel            | Anmerkungen |
| -------- | ----------------- | ------ | ----------------- | ---------- | ---------- | ----------- | --------- | ------------------ | ----------- |
| Honolulu |                   |        |                   | Pferd      | 28.12.1888 | 23.12.1903  |           |                    |             |
| Honolulu |                   |        |                   | elektrisch | 1900       | 01.07.1941  |           |                    |             |
| Honolulu | 1435              |        |                   |            | in Bau     |             |           | Stadtbahn Honolulu |             |